# Kolačenská vrchovina
Kolačnianská vrchovina je geomorfologickou částí Rázdiela, podcelku pohoří Tribeč.  Leží v severní polovině podcelku, jihovýchodně od města Partizánské. 

## Polohopis
Území se nachází na severním okraji pohoří Tribeč a zabírá dvojici samostatných masivů v severní polovině podcelku Rázdiel. Představuje skupinu vrchů na jihovýchodním kraji města Partizánske, rozdělených údolím potoka Drahožica. Tato sníženina je součástí Kolačnianské brázdy, která vymezuje i celý jižní okraj a je tak jedinou sousedící částí příslušného pohoří. Východní část na severu ohraničuje Oslianská kotlina, která tvoří nejjižnější část Hornonitrianské kotliny. Severní okraj západně situované části vrchoviny sousedí s Podunajskou pahorkatinou a její částí Stredonitrianská niva. 
Území patří do povodí Nitry a nejvýznamnějším vodním tokem je Drahožica, rozdělující vrchovinu na dvě části. Odvodňuje celou střední část, Pažitský potok lemuje východní a řeka Nitra severozápadní okraj území. V jihovýchodní části je na úpatí Čierneho vrchu (440 m n. m.) Veľkouherecká přehrada.
Centrální částí vede údolím Drahožice přes Velké Uherce na Skýcov silnice II/511, západním okrajem vede silnice II/593 (Partizánske–Bošany) a východním okrajem zase silnice II/512 (Oslany–Žarnovica). Všechny tři komunikace se napojují na severně procházející silnici I/64, vedoucí Ponitřím z Topoľčan do Nováků. 

## Chráněná území
Větší část Kolačnianské vrchoviny leží v Chráněné krajinné oblasti Ponitří, do které však nepatří severní polovina západní části. Zvláště chráněné území se v této části pohoří nenacházejí. 

## Turismus
Oblast Kolačnianské vrchoviny i Kolačnianské brázdy patří medzi turisticky meně atraktivní části pohoří. Tribeč je známou houbařskou oblastí a vodní nádrž na okraji vrchoviny pri Veľkých Uherciach je vyhledávanou rybářskou lokalitou. Z města Partizánske vede  žlutě značený chodník přes lokalitu Hlboké, odkud vede odbočka na Osečný vrch (551 m n. m.). Z Veľkých Uheriec vede  zelená trasa okolo přehrady k přírodní rezervaci Dobrotínske skaly.

### Vybrané vrcholy
- Osečný vrch (551 m n. m.)
- Šípok (464 m n. m. )
- Čierny vrch (440 m n. m.)